# David Jones (golfer)
David Jones (Newcastle (Noord-Ierland), 22 juni 1947) is een voormalige Noord-Iers professioneel golfer.

## Carrière
Jones was een van de spelers die al vanaf de start van de Europese PGA Tour in 1972 aan het circuit heeft meegedaan. Hij was ook een van de eerste spelers met schouderlang haar.
Hoewel hij jaren op de Tour heeft gespeeld, is het hem nooit gelukt daar een toernooi te winnen. Zijn beste resultaat was een derde plaats bij het Iers Open in 1981. Hij werd door zijn collega's zeer gewaardeerd en stond op de drivingrange altijd klaar anderen te helpen.
Sinds 1997 speelt hij op de Seniors Tour, waar hij er wel in is geslaagd een toernooi te winnen.
Jones is sinds 1995 voorzitter van de Ierse PGA en hij zit in het bestuur van de Europese Tour. Hij houdt zich ook bezig met het ontwerpen van golfbanen.

## Gewonnen
Europese Senior Tour
- 1999: Jersey Seniors Open

Anders
- 1975: Ulster Professional Match, Irish Dunlop Open
- 1978: PGA Club Professionals Championship
- 1979: Irish Dunlop Open, PGA Club Professionals Championship, Irish Match Play Championship
- 1981: Irish PGA Championship
- 1982: Irish Masters
- 1985: Ulster Professional Match Play Championship
- 1989: "555" Kenya Open (vanaf 1991 deel van de Challenge Tour)
- 1992: Ulster Professional Championship
- 1994: PGA Club Professionals Championship
- 1995: Irish Club Professionals Championship

### Teams
- Europcar Cup: 1988
- PGA Cup: 1976, 1977, 1978 (winners), 1979 (winners), 1981, 1982 (captain), 1992, 1994, 2003 (captain)
- Johnnie Walker European Team Championship: 1994, 1995, 1996

Seniors
- Praia D'el Rey European Cup: 1998, 1999

## Trivia
- Er speelt ook een Engelse David Jones op de Europese Tour, zie David R. Jones (1967)